# George Sale
George Sale (Canterbury, 1697 – Londra, 13 novembre 1736) è stato un arabista inglese.
Con l'aiuto di arabi venuti in Inghilterra, e senza avere mai visitato personalmente l'Oriente, Sale acquistò una discreta conoscenza dell'arabo, tanto da essere assunto nel 1726 come revisore della traduzione in arabo del Nuovo Testamento preparata dalla Society for the promotion of Christian Knowledge, cui egli collaborò attivamente. Ma la sua fama è dovuta alla sua versione in inglese, con ampia introduzione sull'islam e note, del Corano, pubblicata a Londra nel 1734 (e molte volte ristampata, in seguito). Tanto per la versione vera e propria, quanto per l'introduzione, Sale si giovò largamente della versione latina e del Prodromus ad refutationem Alcorani del lucchese Ludovico Marracci, con una dipendenza che solo in tempi recenti è stata pienamente rilevata.